# 杜爾內什蒂鄉
47°54′N 26°46′E / 47.900°N 26.767°E
杜爾內什蒂鄉（羅馬尼亞語：Comuna Durnești, Botoșani），是羅馬尼亞的鄉份，位於該國東北部，由博托沙尼縣負責管轄，面積75平方公里，海拔高度160米，2007年人口4,158，人口密度每平方公里55人。